# Município de Williamsburg (Ohio)
O município de Williamsburg (em inglês: Williamsburg Township) é um município localizado no condado de Clermont no estado estadounidense de Ohio. No ano de 2010 tinha uma população de 5.746 habitantes e uma densidade populacional de 71,17 pessoas por km².

## Geografia
O município de Williamsburg encontra-se localizado nas coordenadas 39° 02′ 26″ N, 84° 03′ 28″ O. Segundo a Departamento do Censo dos Estados Unidos, o município tem uma superfície total de 80.74 km², da qual 77.9 km² correspondem a terra firme e (3.52%) 2.84 km² é água.

## Demografia
Segundo o censo de 2010, tinha 5.746 habitantes residindo no município de Williamsburg. A densidade populacional era de 71,17 hab./km². Dos 5.746 habitantes, o município de Williamsburg estava composto pelo 98.09% brancos, o 0.35% eram afroamericanos, o 0.16% eram amerindios, o 0.17% eram asiáticos, o 0.07% eram insulares do Pacífico, o 0.24% eram de outras raças e o 0.92% pertenciam a duas ou mais raças. Do total da população o 0.75% eram hispanos ou latinos de qualquer raça.